# Герст, Александр
Александр Герст (нем. Alexander Gerst; род. 3 мая 1976, Кюнцельзау, Баден-Вюртемберг, ФРГ) — немецкий учёный, геофизик, вулканолог, космонавт ФРГ. 11-й космонавт Германии и 539-й космонавт мира. Доктор естественных наук, член Международной ассоциации вулканологии и химии недр Земли, Немецкого геофизического общества, Европейского союза наук о земле, Европейского вулканологического общества, Американского геофизического союза.

## Ранние годы, образование
Александр Герст родился 3 мая 1976 года в городе Кюнцельзау, Баден-Вюртемберг, ФРГ. В 1995 году окончил среднюю школу с техническим уклоном в Эрингене (Германия) и поступил в университет Карлсруэ (Германия). Во время обучения в школе Герст работал волонтёром — пожарным и спасателем. В октябре 1999 года с отличием окончил университет и получил степень бакалавра наук в области физики и геофизики.
Во время учёбы в университетах с 1998 по 2003 год участвовал в различных международных научных экспериментах, в том числе и в Антарктиде. В 2001—2003 годах, в ходе подготовки дипломной работы, был в экспедиции на вулкане в Новой Зеландии, разработал новый метод мониторинга вулканической активности, результаты которого были опубликованы в научном журнале. В апреле 2003 года в Университете Виктории в Веллингтоне (Новая Зеландия) и получил степень магистра наук в области геофизики (диплом с отличием). В декабре 2003 года, также с отличием, окончил физический факультет Университета в Карлсруэ и получил диплом в области геофизики.
С 2004 года работал над созданием научного инструментария в институте геофизики при Гамбургском университете. С 2005 по 2009 год, во время работы в институте геофизики, посетил с научной экспедицией вулканы на всех континентах Земли. В 2010 году защитил докторскую диссертацию по геофизике и динамике вулканических извержений в Геофизическом институте (Institute of Geophysics) Гамбургского университета.
Является членом Международной ассоциации вулканологии и химии недр Земли, Немецкого геофизического общества, Европейского союза наук о земле, Европейского вулканологического общества, Американского геофизического союза. Автор и соавтор нескольких десятков работ по вопросам сейсмологии в журналах Nature, Science, Вулканология и геотермические исследования и других.

## Космическая подготовка
20 мая 2009 года был отобран в отряд астронавтов ЕКА во время четвёртого набора. С мая 2009 года по ноябрь 2010 года Александр Герст проходил курс общекосмической подготовки в Европейском космическом агентстве в Кёльне. 

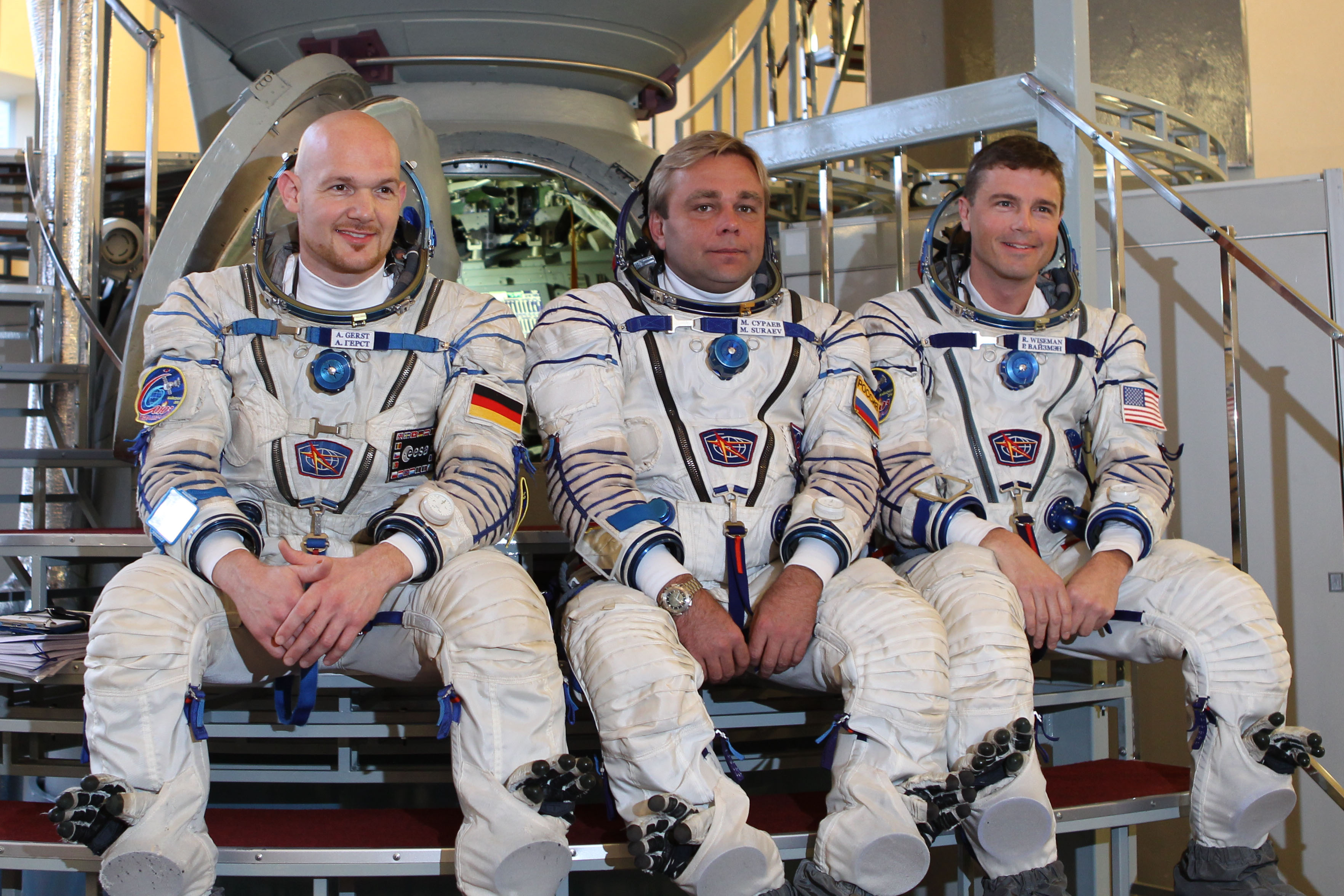
Экипаж «Союз ТМА-13М». Слева направо: А. Герст, М. Сураев, Г. Уайсмен

 22 ноября 2010 года получил сертификат астронавта ЕКА. В период с 13 сентября по 12 ноября 2010 года прошел курс подготовки в Центре подготовки космонавтов имени Ю. А. Гагарина и получил квалификацию «пользователь» систем российского сегмента Международной космической станции.
24 августа 2011 года был назначен бортинженером дублирующего экипажа транспортного пилотируемого корабля «Союз ТМА-11М» и основного экипажа «Союз ТМА-13М», космических экспедиций МКС-40/МКС-41. 2 апреля 2012 года приступил к прохождению тренировок. Во время подготовки к полету в ЦПК имени Ю. А. Гагарина изучал конструкции и системы транспортного пилотируемого корабля «Союз ТМА-М» и российского сегмента МКС, участвовал в тренировочных занятиях по действиям в случае посадки в различных климатогеографических зонах. В программу тренировок входили отдельные элементы медико-биологической подготовки, а также изучение русского языка. С апреля 2012 года проходил подготовку в составе дублирующего экипажа МКС-38/МКС-39 в качестве бортинженера ТПК «Союз ТМА-М» и бортинженера МКС. 7 ноября 2013 года во время старта ТПК «Союз ТМА-11М» был дублером бортинженера-2 корабля.
6 мая 2014 года начал прохождение комплексных тренировок в качестве бортинженера основного экипажа МКС-40/41 вместе с командиром корабля Максимом Сураевым и бортинженером Грегори Уайсменом. 7 мая экипаж сдал зачётную тренировку на тренажёре ТПК «Союз ТМА-М», за которую получил оценку «отлично». 8 мая 2014 года на заседании Государственной межведомственной комиссии утвержден в составе основного экипажа. 27 мая 2014 года на Байконуре решением Государственной комиссии по проведению летных испытаний пилотируемых космических комплексов был утверждён в качестве бортинженера-2 основного экипажа ТПК «Союз ТМА-13М».

## Космические полёты
Первый полёт:

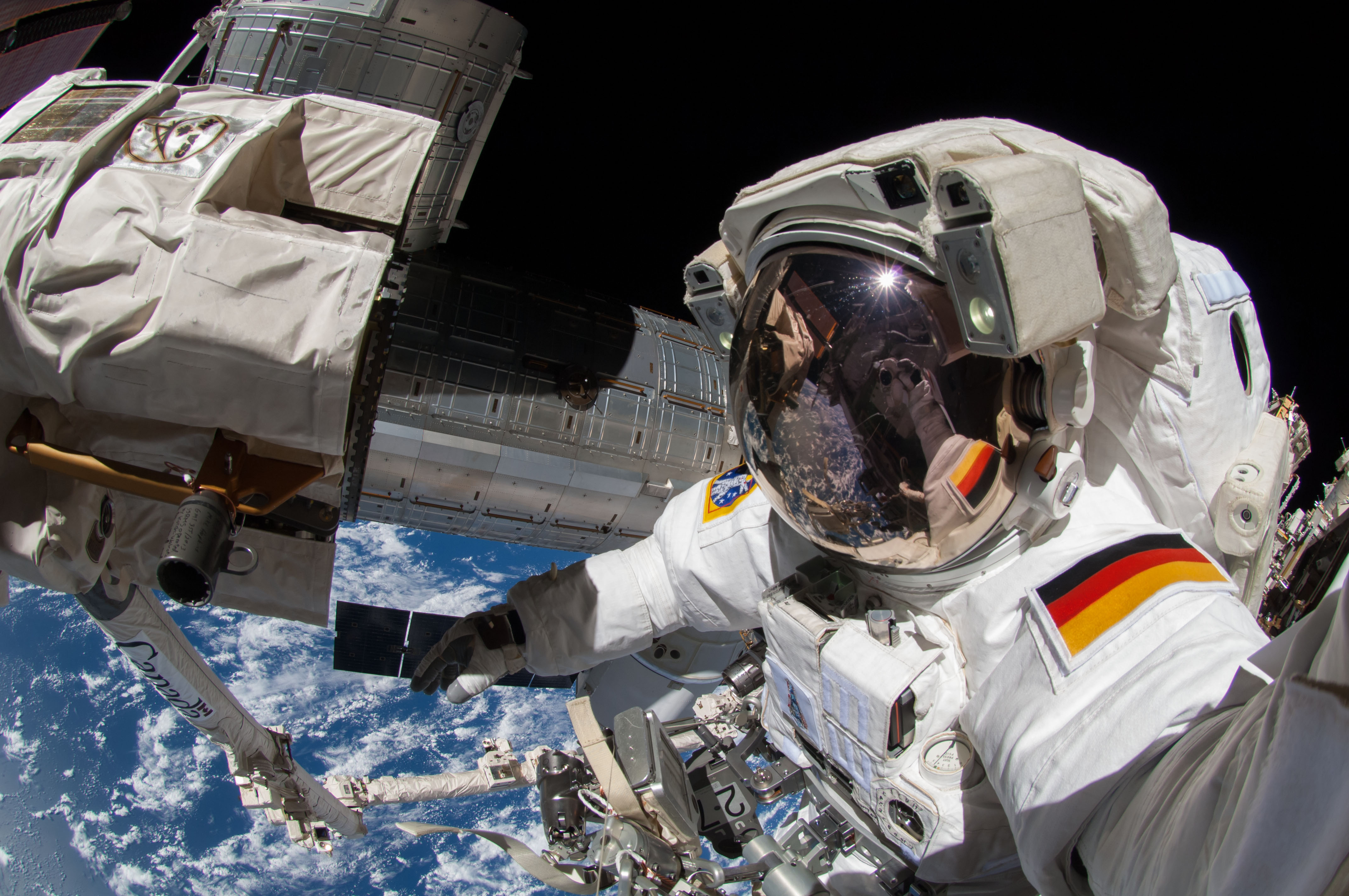
А. Герст в открытом космосе

28 мая 2014 года в 23:57 по московскому времени с космодрома Байконур бортинженер Герст стартовал в составе экипажа транспортного пилотируемого корабля «Союз ТМА-13М» к МКС. 29 мая в 5:44 по московскому времени корабль пристыковался к малому исследовательскому модулю «Рассвет» российского сегмента МКС.
Во время космического полёта Герст участвовал в европейских и международных научных медико-биологических экспериментах и исследованиях по программе экспедиций МКС-40/МКС-41. 16 июня астронавты Стивен Суонсон и Александр Герст с помощью канадского манипулятора Канадарм2 подвели частный американский грузовой корабль «Cygnus» к стыковочному узлу модуля «Гармония» и успешно пристыковали его. 7 октября 2014 года Герст вместе с астронавтом США Г. Уайсменом совершили выход в открытый космос, во время которого они поменяли насос для подачи жидкого аммиака в систему охлаждения на внешней поверхности МКС и отремонтировали освещение на телекамере, установленной на внешней поверхности орбитального комплекса.
За время пребывания на МКС Герст снял 6-минутный ролик, где запечатлел виды Млечного Пути, планеты Земля, а также МКС из открытого космоса. Видео было смонтировано из 12 500 снимков, сделанных А. Герстом.
Герст поддержал акцию мюнхенской Старой пинакотеки myRembrandt, посвящённую творчеству голландского художника Рембрандта. Ко дню рождения Рембрандта, отмечаемому 15 июля, Герст опубликовал с борта МКС в интернет свою фотографию вместе с копией знаменитого юношеского автопортрета Рембрандта 1629 года, а также весь рабочий день фотографировал его в разных частях МКС во время плановых экспериментов.
Александр Герст, находясь в космосе, следил за чемпионатом мира по футболу в Бразилии. Заключил пари с американскими астронавтами Грегори Уайсменом и Стивеном Суонсоном, касающееся результатов футбольного матча между сборными США и Германии (результат игры 0:1). Выиграв спор, Герст обрил обоих астронавтов наголо.
10 ноября 2014 года в 06:58 мск спускаемый аппарат транспортного пилотируемого корабля «Союз ТМА-13М» совершил посадку севернее г. Аркалыка (Республика Казахстан). Посадка прошла в штатном режиме. На Землю вернулись члены экипажа длительной экспедиции МКС-40/41 в составе командира ТПК Максима Сураева, бортинженеров Грегори Уайсмена и Александра Герста.
Второй полёт:
Александр Герст с 2016 года проходил подготовку ко второму космическому полёту в качестве бортинженера транспортного пилотируемого корабля «Союз МС-09».
Старт осуществлён 6 июня 2018 года в 14:12 мск с пусковой установки площадки № 1 («Гагаринский старт») космодрома Байконур. Сближение с МКС и стыковка корабля к малому исследовательскому модулю «Рассвет» (МИМ1) проводилась в автоматическом режиме по двухсуточной схеме. Стыковка корабля со станцией состоялась 8 июня 2018 года в 16:01 мск.
20 декабря 2018 года в 8:02 мск спускаемый аппарат с космонавтом Роскосмосa Сергеем Прокопьевым, астронавтом ESA Александром Герстом и астронавтом NASA Сериной Ауньён-Чэнселлор совершил посадку в казахстанской степи. Самочувствие вернувшихся на Землю членов экипажа хорошее. Продолжительность пребывания в космическом полёте экипажа длительной экспедиции МКС-56/57 составила 196 дней 17 часов 49 минут.
Статистика
| # | Стартовый корабль | Старт, UTC        | Экспедиция              | Корабль посадки | Посадка, UTC      | Налёт                        | Выходы в открытый космос | Время в открытом космосе |
| - | ----------------- | ----------------- | ----------------------- | --------------- | ----------------- | ---------------------------- | ------------------------ | ------------------------ |
| 1 | Союз ТМА-13М      | 28.05.2014, 19:57 | Союз ТМА-13М, МКС-40/41 | Союз ТМА-13М    | 10.11.2014, 03:58 | 165 суток 08 часов 01 минута | 1                        | 06 часов 13 минут        |
| 1 | Союз МС-09        | 06.06.2018, 11:12 | Союз МС-09, МКС-56/57   | Союз МС-09      | 20.12.2018, 05:02 | 196 дней 17 часов 49 минут   | 0                        | 0                        |
|   |                   |                   |                         |                 |                   | 362 суток 01 час 50 минут    | 1                        | 06 часов 13 минут        |

## Увлечения
Александр Герст увлекается альпинизмом, фехтованием, плаванием, бегом, прыжками с парашютом, сноубордингом, туризмом, дайвингом. Радиолюбитель с позывным KF5ONO.

## Награды
- Премия имени Бернда Ренделя за выдающиеся исследования от Немецкого научно-исследовательского сообщества (DFG) в 2007 году[2]
- Urania-Medaille[нем.] (2017)